# Gustav Swoboda
Gustav Swoboda (7. září 1893 Praha – 4. září 1956 Ženeva) byl československý a švýcarský meteorolog a klimatolog.

## Život
V Praze vystudoval německé gymnázium a absolvoval univerzitní vzdělání. Studoval na německé Karlo-Ferdinandově univerzitě v Praze, na které byl žákem profesora Rudolfa Spitalera (1859–1946). V roce 1920 obhájil svou disertační práci Zur Kenntnis der Windverhältnisse im Flitscher Becken. V letech 1920 až 1938 pracoval na Státním úřadu meteorologickém v Praze. V roce 1923 absolvoval stáž v Norsku u zakladatel moderní meteorologické předpovědi počasí a fyzikální hydrodynamiky Vilhelm Bjerknese. Propagoval leteckou meteorologii. V roce 1938 z Československa emigroval do Nizozemska a odtud pak do Švýcarska.
V letech 1951 až 1956 byl prvním generálním tajemníkem Světové meteorologické organizace. V roce 1954 mu byla nizozemskou akademií věd udělena zlatá Buys-Ballotova medaile. V roce 1955 přijal místo profesora meteorologie na univerzitě v Istanbulu. Dne 4. září 1956 v Ženevě umřel.